# Ràpel

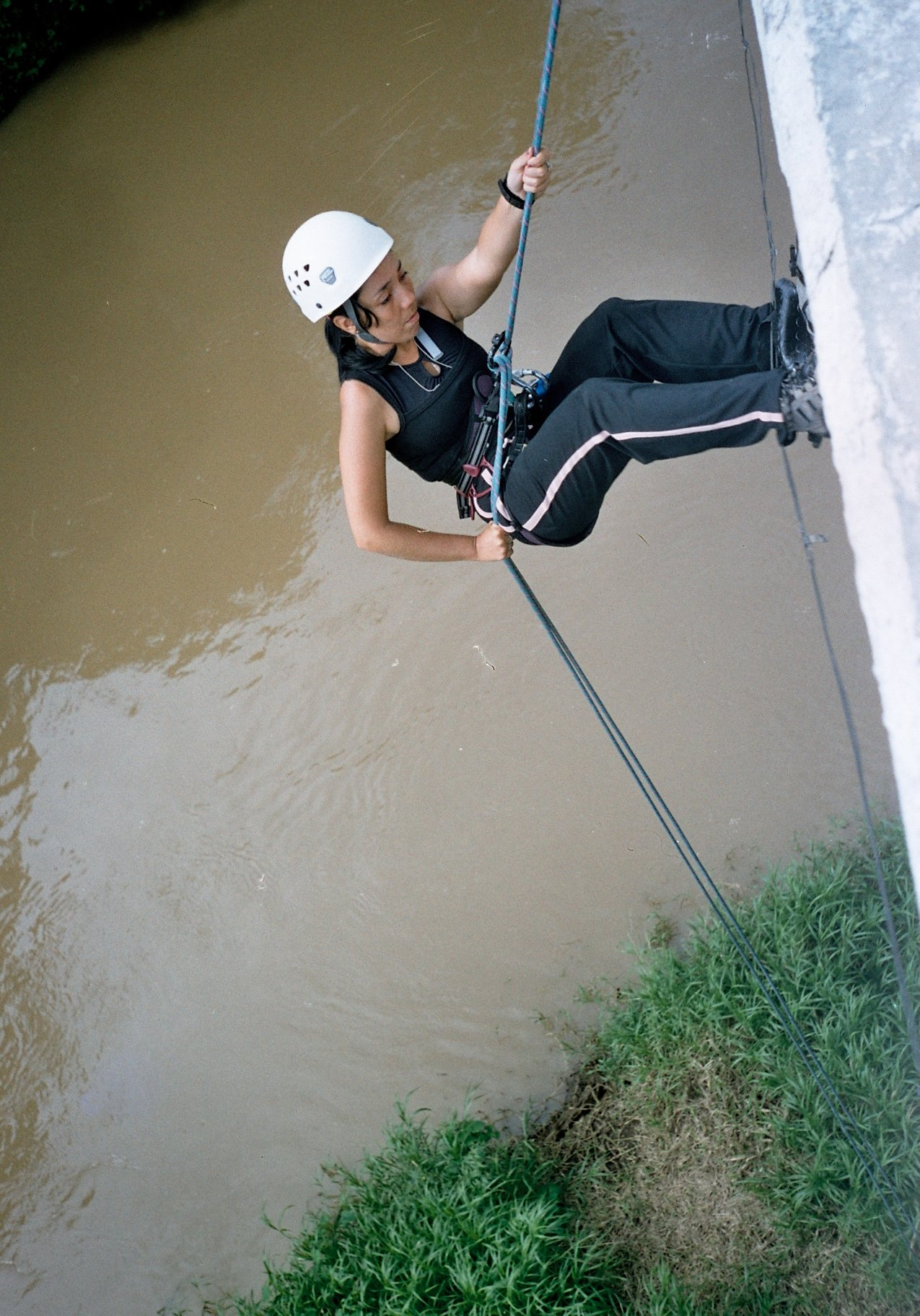
Escaladora que fa ràpel.

El ràpel o rapel és una tècnica de davallada emprada en activitats esportives com l'alpinisme, escalada, espeleologia, i barranquisme, i altres activitats tècnico-professionals com el salvament, bombers, militars, treballs verticals de construcció, davallada d'helicòpters en vol, etc., en les quals cal un desplaçament vertical descendent controlat. De l'acció de fer ràpel també se'n diu rapelar.
El nom deriva del francès rappel (record, recordança, crida) del francès antic re i appeler: rappeler (tornar a cridar; convocar, retornar, recuperar) i fa referència al fet de recuperar la corda després de davallar-hi, si bé per extensió avui dia es fa servir per l'acció de baixar per la corda independentment que aquesta es recuperi o no.
Consisteix a lliscar de manera controlada al llarg d'una corda, amb l'ajut de dispositius mecànics de control o sense. Quan no s'utilitzen dispositius de descens i frenada, s'aprofita la fricció de la corda entorn del cos de l'escalador. Quan s'utilitzen aparells davalladors, aquests estan fixats al talabard de l'escalador.
La corda està subjecta al punt de partida de la descensió, bé de manera fixa, amb un cap de la corda unit a un sistema d'ancoratge (per exemple en espeleologia o en escalada big wall), o bé de manera que permeti la recuperació de la corda des de baix, un cop efectuada la baixada. El primer mètode usualment es fa amb una sola corda "en simple". El mètode més usualment emprat en alpinisme és la ""doble corda", recolzada en un punt d'ancoratge pel seu punt mitjà (un o diversos pitons, una baga envoltant un merlet de roca, un bloc travat en una esquerda, un pont de roca, entorn d'un gendarme, d'un bolet de neu, etc.), i que es pot recuperar estirant d'un dels dos extrems després d'haver acabat la baixada, utilitzant el punt d'ancoratge com una corriola. Quan la distància a baixar és superior a la meitat de la llargada de la corda, es poden unir dues cordes d'igual llargada amb un nus que resta a l'altura de l'ancoratge, precisant però tenir ben identificat quin és el cap de corda que cal estirar per recuperar-les sense travar el nus al punt de suport.

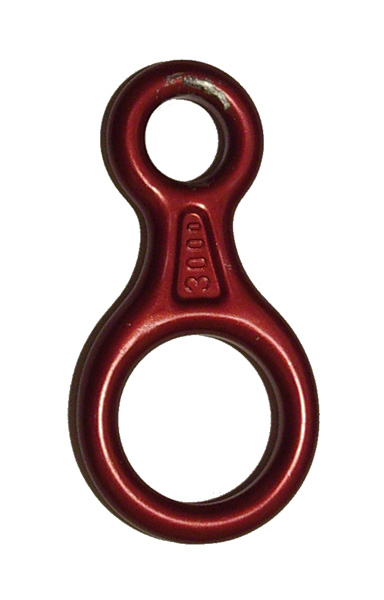
Un vuit, utilitzat per davallades en ràpel

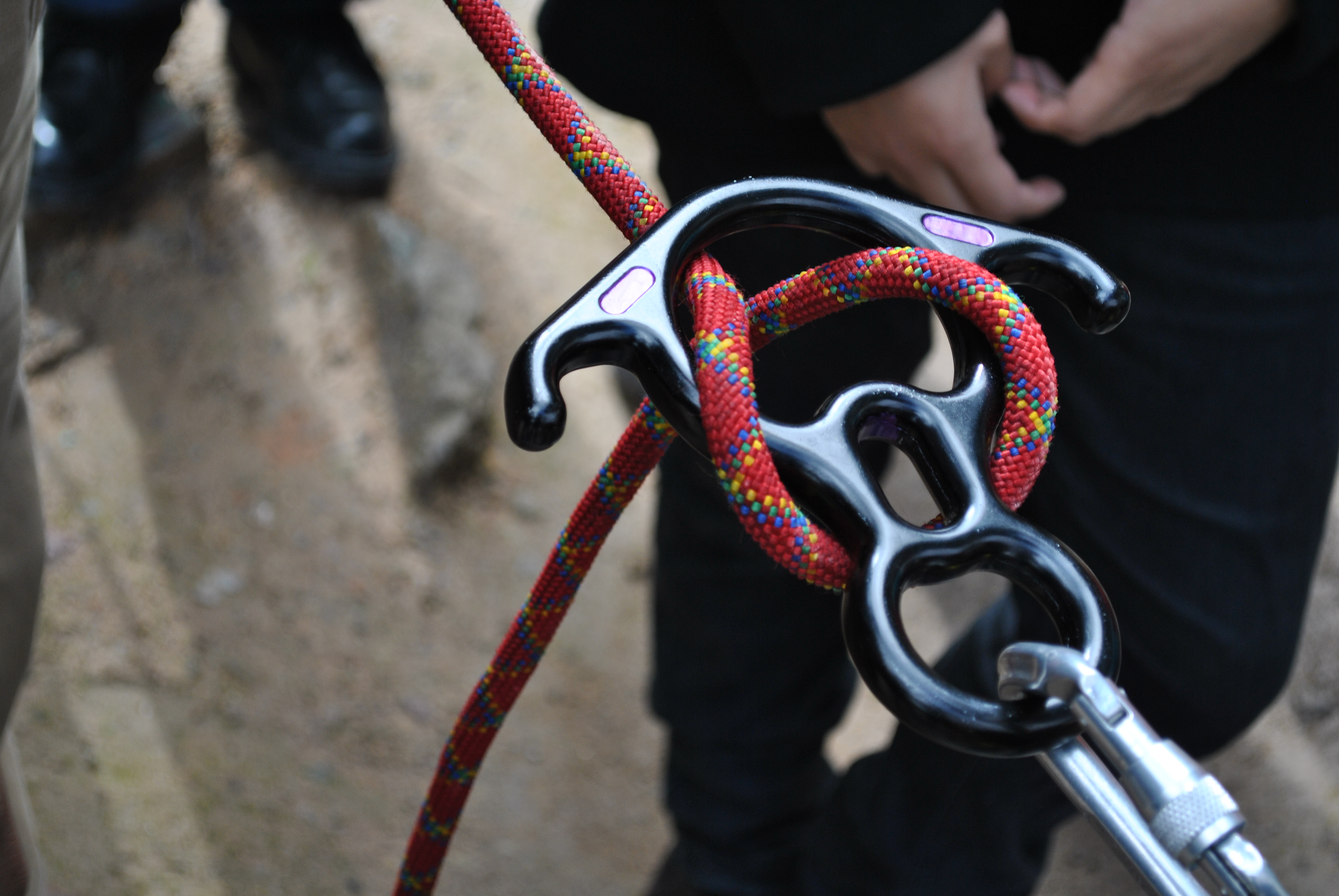
Sistema de davallada: corda amb un vuit

## Història
El ràpel, va néixer al segle xx. La invenció s'atribueix comunament a Hans Dülfer. Aquesta paternitat és disputada amb l'escalador italìa Giovanni Battista Piaz, més conegut com a Tita Piaz. La primera tècnica era aprofitant la fricció de la corda en el cos de la persona sense l'ús d'altres eines específiques. Una primera modificació va ser introduïda per Emilio Comici. En aquesta variant, la corda passa a través d'un mosquetó fixat a una sella feta amb una baga o anella de corda. Aquesta tècnica en principi més segura i còmoda, va ser irònicament la causa de la mort de Toni Kurz, a la cara nord de l'Eiger el 1936, en quedar-li bloquejat un nus de la corda per on davallava vers els seus rescatadors amb el mosquetó de descens i no poder-lo alliberar. El 1943 la tècnica va ser millorada per Pierre Allain, qui va dissenyar el primer dispositiu específic pel descens, que tot i no ser massa exitòs, fou el precursor de tot l'arsenal d'aparells disponibles avui en dia.
La fricció de la corda sobre el cos pot provocar cremades a les zones de pell no protegides d'aquesta, especialment al coll. Per evitar aquestes cremades de fricció, als anys 1970 va fer-se popular l'ús de jaquetes protectores de lona gruixuda per rapelar anomenades rapeladores.

## Tècnica
El descens es realitza lliscant de manera controlada al llarg de la corda, utilitzant un dels sistemes següents:
- Passant la corda sota la cuixa dreta de la persona, que suportarà el seu pes, tot seguit per davant delcos fins a l'espatlla esquerra, i després per l'esquena en diagonal fins a la mà dreta. Aquesta és la que controla el descens fent que la corda corri més o menys ràpida i amb més o menys fricció per l'esquena i l'espatlla de l'escalador. La mà esquerra només serveix per mantenir la posició agafada a la corda que ve de dalt, i no per sostenir-se. Anomenat mètode classic o en "S",[12] també s'anomena mètode Dülfer en record del seu inventor.[7]

- Passant la corda per un o dos mosquetons subjectes al talabard o a una sella feta amb una baga, i després per l'espatlla esquerra i creuant l'esquena de la persona, fins a la mà dreta que fa el control.[13] És l'anomenat mètode Comici.[8]

- Passant la corda amb un nus dinàmic per un mosquetó subjecte al talabard. Aquesta tècnica retorça molt les cordes i n'accelera el seu envelliment.

- Passant la corda per l'interior d'un davallador de tipus vuit subjectat després amb un mosquetó al talabard de la persona que fa el descens. És el molt utilitzat, ja que el pes, la fricció i la inèrcia són suportades i se dissipen en aquest element. El vuit permet fer davallades ràpides i molt segures, però provoca torsió sobre la corda, accelerant-ne l'envelliment.

- Utilitzant diverses combinacions de mosquetons (per exemple dos mosquetons disposats en creu) per crear un davallador de fortuna.[14]

- Utilitzant davalladors específics per a les tècniques de ràpel en funció de l'activitat. En escalada es fan servir multitud de dispositius disponibles al mercat. En espeleologia s'usen davalladors més sofisticats amb politges o barretes de fricció variable i sistemes de frenada associats, més adaptats a l'ús de cordes estàtiques i grans trams de davallada que impliquen un gran pes de la corda i una més gran dissipació de calor. Poden utilitzar-se sistemes complementaris de retenció de seguretat, ja siguin mecànics o diversos tipus de nusos especials de retenció com els nusos prusik, machard o similars.[15][16]